# Ermita de Santa Eulalia (Barrio de Santa María)
La ermita de Santa Eulalia se encuentra en Barrio de Santa María, localidad del municipio de Aguilar de Campoo (provincia de Palencia, Castilla y León, España).
Fue construida a finales del siglo XII o principios del XIII como iglesia parroquial de un pueblo (despoblado) ya abandonado en la Edad Media. Está situada en una colina a las afueras del pueblo, que tiene su propia iglesia parroquial. Conserva pinturas murales románicas y fue declarada bien de interés cultural el 20 de enero de 1966.

## Descripción
La iglesia está construida en piedra arenisca labrada de manera regular. El campanario actual de la fachada oeste se construyó en el siglo XVII. En el lado norte, empotrado en un estrecho porche techado, se abre un portal ligeramente apuntado con cuatro arquivoltas que descansan sobre capiteles lisos con impostas. Estas últimas están decoradas con cabecitas, animales y lazos.
Su única nave, se abre al este en un coro rectangular con ábside semicircular. Dos columnas de tres cuartos dividen el muro exterior del ábside en tres vanos, cada uno con una ventana de arco de medio punto. Las ventanas del ábside tienen capiteles elaboradamente esculpidos. En un capitel se ven arpías con gorros frigios, en otro se representa la caída del hombre y en un travesaño, la serpiente. El vano central del ábside tiene un tímpano en su campo arqueado, en el que se representa una figura barbuda con las alas extendidas bajo un arco almenado.

### Pinturas murales
Las pinturas murales de la iglesia datan del siglo XIII. La cúpula absidal está ocupada por un mural que representa un Pantocrátor rodeado de una mandorla. Las pechinas albergaban originalmente los símbolos de los evangelistas, de los que sólo se conservan el león de Marcos y el toro de Lucas. Mejor conservadas están las pinturas de las paredes laterales del coro con escenas del juicio final, los castigos del infierno y el pesaje de las almas de San Miguel.